# Fotóforo

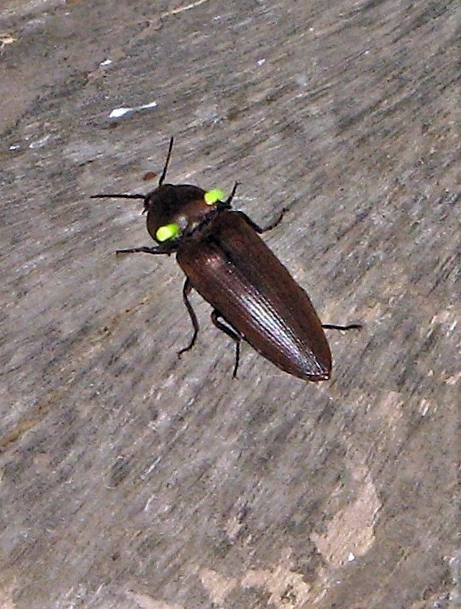
Um besouro Elateridae bioluminescente do gênero Pyrophorus exibe, em seu protórax, os seus dois fotóforos acesos com luz esverdeada. Esta é a coloração mais comum dentre os besouros.

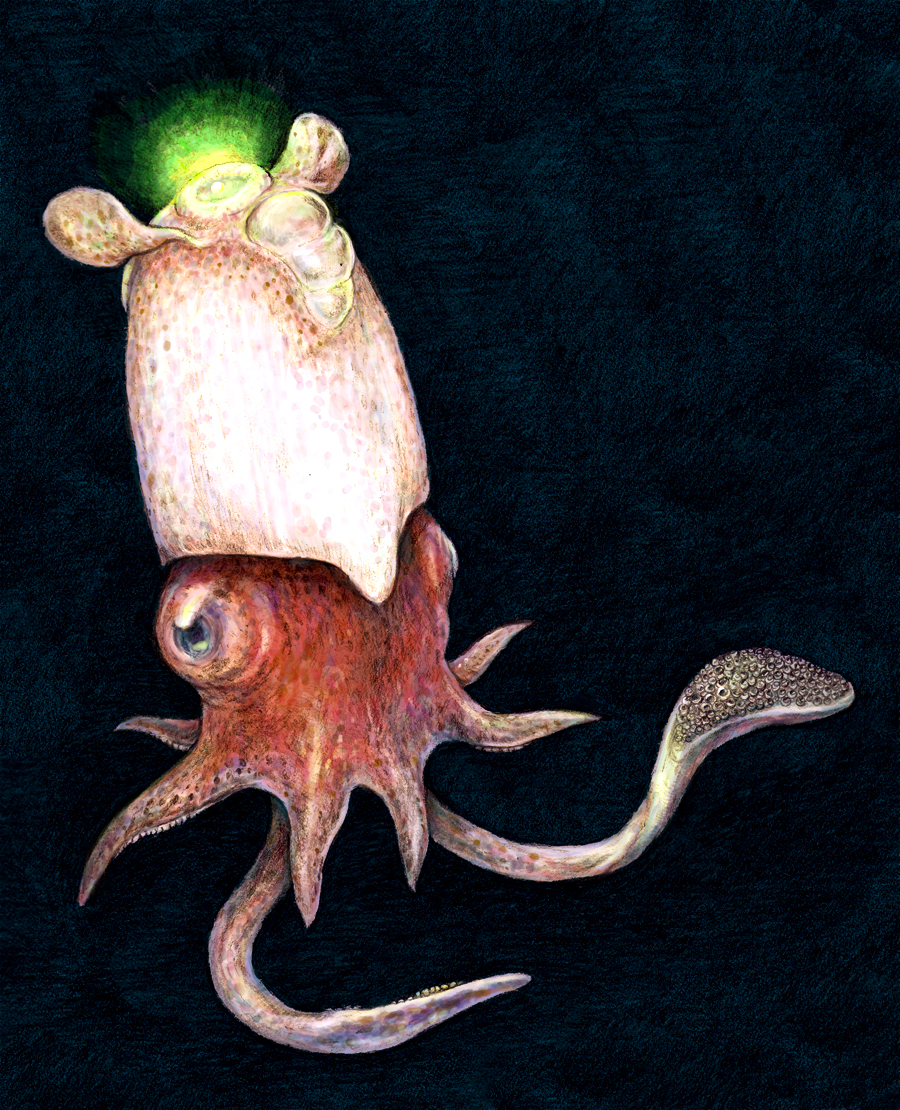
Representação artística do cefalópode conhecido por Spirula spirula com seu órgão de bioluminescência, ou fotóforo, presente entre as duas nadadeiras da extremidade posterior do seu corpo. Foi observado que ela emite uma "luz verde-amarelada pálida" que pode brilhar "ininterruptamente por horas".

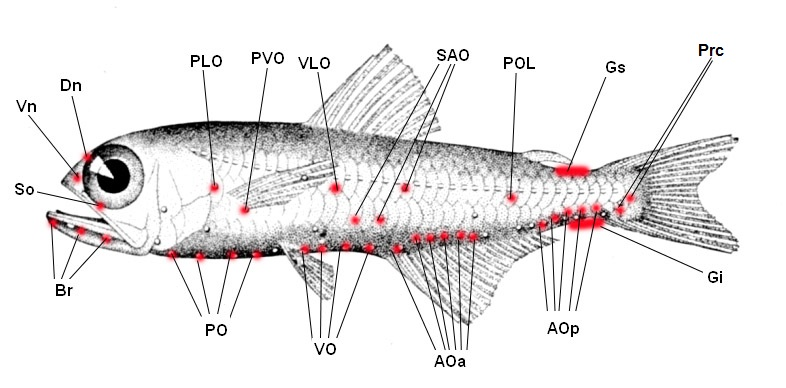
Localização (em vermelho) dos fotóforos presentes em um peixe Myctophidae da espécie Hygophum hygomii.

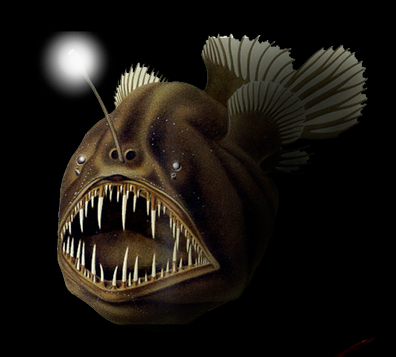
Representação artística do peixe conhecido por Melanocetus johnsonii, que utiliza o seu órgão de bioluminescência, ou fotóforo, para caçar suas presas. Tal fotóforo se ilumina graças à presença da atividade de bactérias.

Em besouros os fotóforos podem ser encontrados tanto nos adultos quanto nas larvas, incluindo uma única espécie neotropical com bioluminescência de cor verdadeiramente vermelhaː Phrixothrix hirtus, a larva-trenzinho.

Fotóforo (cujo significado, em gregoː φωτοφόρο, é "detentor de luz"; por vezes denominado órgão fotogênico) é um órgão glandular epidérmico que aparece como áreas luminosas em vários animais marinhos e não-marinhos, presente em peixes, moluscos cefalópodes, crustáceos (como o krill) e insetos, produzindo o fenômeno da bioluminescência através de reações químicas. Este órgão, produtor de luz fria, pode ser simples ou tão complexo quanto o olho humano; sendo equipado com lentes, obturadores, filtros coloridos e refletores; porém, diferentemente de um olho, é otimizado para produzir a luz e não para absorvê-la. A bioluminescência pode ser produzida de várias maneiras a partir de compostos durante a digestão da presa, através de células mitocondriais especializadas, do organismo, chamadas fotócitos (células "produtoras de luz"), ou, de forma semelhante, associada a bactérias simbióticas no organismo, que são cultivadas no interior de tais estruturas. Fotóforos complexos são frequentemente capazes de ajustar ativamente a cor, a intensidade e a distribuição angular da luz que produzem, sendo controlados pelo animal.
Os fotóforos são usados para atrair presas ou parceiros sexuais, para a comunicação entre indivíduos de uma mesma espécie ou para agir contra predadores (contra-iluminação), os despistando.

## Dimensão e brilho
Os maiores fotóforos registrados pertencem à lula Taningia danae, localizados nas extremidades de dois de seus tentáculos e que podem ter quase 5 cm de comprimento e 2-3 cm de largura, e os que apresentam maior poder de luminosidade pertencem ao peixe Anomalops katoptron, sua luz infraocular podendo ser vista a mais de 30 metros de distância.

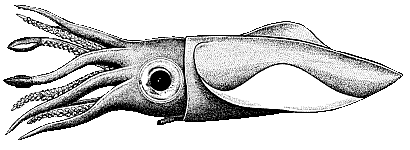
Ilustração de Taningia danae.
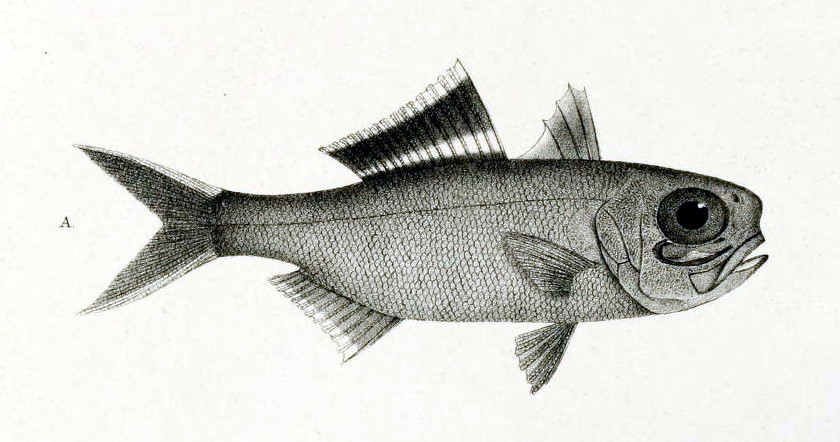
Ilustração de Anomalops katoptron.

## Coloração da bioluminescência dos fotóforos
Em insetos o espectro visível de seus fotóforos geralmente assume a coloração verde, mais raramente o amarelo, o laranja-esverdeado (principalmente em besouros das famílias Lampyridae, Elateridae e Phengodidae), o azul (em Diptera) e, com extrema raridade, o vermelho (espécie Phrixothrix hirtus; besouro Phengodidae); que também é raro em animais marinhos como a lula-morango (gênero Histioteuthis) e peixes (como Malacosteus niger e alguns outros Stomiidae); geralmente os fotóforos desses vertebrados ocupando apêndices, como no caso do peixe-diabo-negro (Melanocetus johnsonii), áreas próximas de seus olhos ou sua região ventral. Na zona mesopelágica os peixes normalmente emitem luz verde-azulada; sendo o azul-anil visível abaixo de 50 metros de profundidade. Há até mesmo animais que produzem mais de um espectro de luz, dependendo do seu uso.

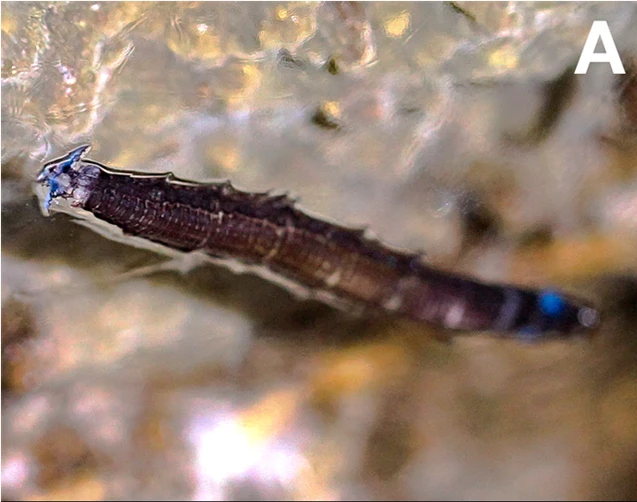
Fotografia da larva do Diptera neotropical Neoceroplatus betaryiensis com seus fotóforos azuis acesos.
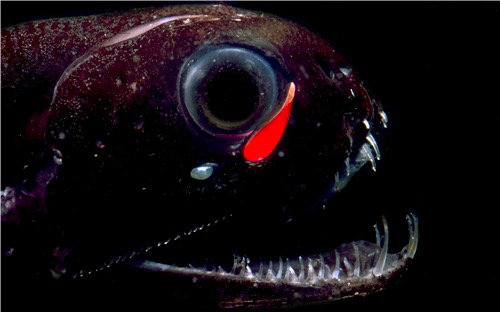
Fotografia da cabeça de Malacosteus niger, mostrando os seus fotóforos vermelhos e azuis abaixo dos olhos.

## Bioluminescência sem fotóforo
Por vezes alguns animais podem apresentar pequenas células bioluminescentes sobre a superfície dos seus corpos, prescindindo o uso do fotóforo, ou até mesmo expulsar material bioluminescente para confundir seus predadores ou também atrair presas. No caso de Noctiluca, trata-se de dinoflagelados unicelulares planctônicos que também apresentam o fenômeno da bioluminescência.